# Anton Podbevšek
Anton Podbevšek (ur. 13 czerwca 1898 w Grm pri Novem mestu, zm. 14 listopada 1981 w Lublanie) – słoweński poeta i eseista. Uchodzi za pierwszego słoweńskiego pisarza awangardowego, jego śladami podążał Srečko Kosovel, a następnie słoweńscy moderniści. Miran Jarc w swojej półautobiograficznej powieści Novo mesto przedstawił go pod postacią Andreja Vrezca.

## Życiorys
Uczęszczał do gimnazjum w miejscowości Novo mesto wraz z Miranem Jarcem i Leonem Štukljem, w młodości współpracował także z Božidarem Jakcem, Franem Albrehtem i Mario Kogojem, który czasem podczas występów recytatorskich akompaniował mu na pianinie, (przy takich okazjach Podbevšek przedstawiał go jako „człowieka z czerwonym mózgiem”) i innymi.
Tworzyć zaczął już wcześnie, ale stopniowo oddalał od klasycznych form poezji (jedyne dwa klasyczne wiersze poety są dedykowane żonie i stanowią przykład intymistycznej liryki), a swoim debiutem sprowokował przełom w literackiej tradycji. W 1920 r. był jednym z głównych inicjatorów i współautorów Nowomiejskiej wiosny (Novomeška pomlad).
Współpracował przy wydaniu awangardowych czasopism Trije labodi i Rdeči pilot, jego jedyny tomik poezji Človek z bombami został wydany we własnym nakładzie w 1925 r., pomimo tego, że był ukończony i przygotowany do wydania już w 1921 r. Po wydaniu tomiku Podbevšek nie publikował do połowy lat sześćdziesiątych XX wieku, kiedy to najwyraźniej zainspirował się narodzinami słoweńskiego modernizmu i zaczął od nowa pisać i planować ponowne wydanie tomiku Človek z bombami. Plany później porzucił, prawdopodobnie za namową Josipa Vidmara, który pomimo początkowej pozytywnej opinii, później publicznie opowiedział się przeciwko sztuce awangardowej, a w swojej twórczości oddalił się od kanonu awangardowego. Podbevšek umarł w 1981 r. w Lublanie. W miejscowości Novo mesto nazwano jego imieniem teatr (Anton Podbevšek gledališče) i ulicę (Podbevškova ulica).

## Twórczość
Anton Podbevšek rozpoczął pierwszą radykalną fazę słoweńskiej awangardy historycznej i jest jej głównym przedstawicielem. W utworach poetyckich porzucił ustalone metody poetyckie i wykorzystywał wiersz wolny, dosłowności i styl telegraficzny oraz niecodzienną metaforykę. Stopniowo przechodził od stosunkowo prostych wierszy ku coraz dłuższej hymnicznej poezji wizualnej. Poruszał tematykę egzystencjalną, wojenną, a także miłosną.
W jego wierszach charakterystyczny jest tak zwany tytaniczny podmiot liryczny, który pochodzi od noworomantycznego podmiotu lirycznego z cechami nadczłowieka Nietzschego i panteizmu Whitmana. Oprócz tego wiersze mają mocny wydźwięk ekspresjonistyczny, od początkowego zachwytu nad futuryzmem, do końcowego celebrowania techniki oraz niektórych elementów techno-poetyckich, które w rzeczywistości można przypisać powstającemu ekspresjonizmowi. Warto zaznaczyć, że podejście Podbevška do wojny było inne niż futurystów, w najlepszym wypadku niejednoznaczne. Prawdopodobnie wynikało to z doświadczeń I wojny światowej, gdy w 1917 r. został powołany na front. Swoją twórczością Podbevšek mocno wpłynął na drugą generację awangardy, szczególnie na Srečko Kosovela i słoweńskich konstruktywistów (którzy później świadomie odsunęli się od niego), a potem na słoweńskich modernistów z Tomažem Šalamunem na czele.

### Wczesny okres twórczości (od początków do tomikuŽolta pisma)
Podbevšek twierdził, że w młodości napisał i spalił więcej tomików poezji, w których próbował tradycjonalnych form, jak sam twierdził, został przy barokowej pieśni artystycznej, co oczywiście wpłynęło na jego późniejszą twórczość. Pierwszy ocalony wiersz Podbevška Hipoteza bolnega kraljeviča jest datowana na rok 1912, gdy poeta miał zaledwie 14 lat. Jego pierwsza próba publikacji własnego dzieła uznawana jest za początek słoweńskiej historycznej awangardy.
Chodzi o cykl wyraźnie futurystycznych wierszy Žolta pisma, które poeta wysłał w 1915 r. do redakcji miesięcznika Ljubljanski zvon. Jednak ówczesny redaktor Janko Šlebinger odrzucił publikację dzieła, określając je jako „bezwstydną bagatelizację języka” i „zbiór rebusów”. Sam cykl jest zbudowany z krótkich, dwudzielnych wierszy, w których poeta w pierwszej części stawia tezę, w drugiej ją rozważa i ostatecznie odrzuca. Klucz do interpretacji proponuje w ostatnim wierszu, który jest w pewnym sensie dodany do cyklu („Beseda njegovih svetlih in žoltih pisem ki me je vsega pretresla pa je bila: skep... ti... ci... zem...”). Pod kątem stylistycznym wiersze są pod mocnym wpływem futuryzmu (który się zmniejszy w jego późniejszych wierszach), ponieważ poeta unika używania przymiotników i opuszcza przyimki. Wiersz jest wolny (wprawdzie wiersze się rymują, ale rymy są ukryte i nielogiczne), poeta wymyśla nowe słowa, które czasami są bezsensowne, po to aby uzyskać celowo wymyślony rym (na przykład: bičev – kričev, prsi – frzi, hori – mori). Cykl przedstawia list żołnierza z frontu.

### Okres aktywnej działalności awangardowej (od pierwszych publikacji do czasopismaRdeči pilot)

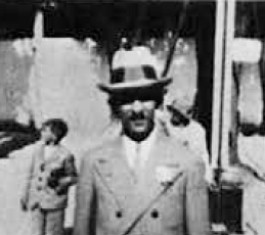
Anton Podbevšek – zdjęcie artysty

Pierwszą faktyczną publikacją, której doczekał Podbevšek był wiersz Nocna tragedija na Kapitolski ulici, który był wydany w zagrzebskim awangardowym czasopiśmie Plamen.
Od 1916 r. organizował występy recytatorskie, na których recytował swoje wiersze, czasem towarzyszył mu przyjaciel Marij Kogoj, akompaniując na pianinie. W 1920 r. wraz z innymi artystami z miasta Novo mesto współpracował przy tak zwanej Nowomiejskiej wiośnie, później występował ze swoim programem także w Lublanie. Przy tej okazji pewne przedsiębiorstwo wydrukowało i rozwiesiło na mieście plakaty promujące jego występ – był to pierwszy przykład tego typu promocji poetyckiego recitalu w Słowenii. Według relacji w prasie, na wspomnianych występach Podbevšek w stylu prawdziwych europejskich awangardzistów czytał manifest, który niestety zachował się jedynie fragmentarycznie w artykułach i sprawozdaniach prasowych.
Na początku 1921 roku przedstawił rękopis tomiku poezji Človek z bombami wydawnictwu Jugoslovanska knjigarna. Jej przedstawiciel, ojciec Angelik Tominc zażądał w formie pisma pozytywnej recenzji przynajmniej dwóch krytyków literackich. W liście wyraził obawę, że wydawnictwo wydając ten tomik może się narazić na drwiny i pytał, czy słoweński naród jest w ogóle w stanie zrozumieć taką poezję. Podbevšek zaprosił do recenzji dr. Jožo Lovrenčiča i dr. Alojzija Remca, i pomimo że obie recenzje były pozytywne, Jugoslovanska knjigarna wstrzymała wydruk tomiku, prawdopodobnie dlatego, iż w 1921 r. Podbevšek objął stanowisko redaktora socjalistycznego biuletynu Naprej.
Trzeba podkreślić, że Podbevšek w swoich wierszach nigdy nie był politycznie zaangażowany, jego poglądy polityczne na początku były anarchistyczne, później zaczął się skłaniać ku socjalizmowi.
W roku 1922 zaczęto wydawać czasopismo Trije labodi, które Podbevšek redagował wraz z Josipem Vidmarem i Mario Kogojem, głównym współpracownikiem był Božidar Jakac. Magazyn miał służyć Podbevškowi jako trampolina do budowy własnej generacji, ale wkrótce po wydaniu pierwszego numeru pokłócił się z Vidmarem, który próbował popularyzować i tworzyć „czystą sztukę”. Podbevšek opuścił stanowisko redaktora i założył własny magazyn Rdeči pilot. Wydano dwa numery, oprócz Podbevška (który opublikował kilka artykułów), w magazynie publikowali: przyszły socjalny realista Tone Seliškar, Angelo Cerkvenik i przyszła żona Podbevška Štefanija Ravnikar. Pomimo tego, że Vidmar zaprosił do współpracy w czasopiśmie kilku szanowanych słoweńskich literatów (na przykład Otona Župančiča) po odejściu Podbevška, Trije labodi spotkał tak samo nieszczęśliwy los, ponieważ kolejne wydanie było jednocześnie ostatnim.

### Późny okres (Človek z bombamii późniejsza twórczość)
W 1925 r. nakładem własnym w końcu wychodzi tomik Človek z bombami. Wydrukowany jest w niecodziennie dużym formacie, strony tytułowe są czerwone, na nich są różne słowa krytyki dotyczące autora, między innymi opinia dr. Alfreda Šerka, w której dzieła Podbevška porównuje z dziełami swoich pacjentów. Sam tomik zawierał 9 wierszy i jeden cykl wierszy, co patrząc na liczbę utworów publikowanych wcześniej jest stosunkowo małą liczbą.
Po wydaniu tomiku Človek z bombami Podbevšek przestał tworzyć (od 1919 r. nie napisał żadnego nowego wiersza) do końca lat sześćdziesiątych, gdy prawdopodobnie debiut słoweńskich neoawangardzistów dodał mu energii i znowu zaczął pisać oraz planować ponowne wydanie wspomnianego tomiku. 10 kwietnia 1958 wystąpił też na poświęconym mu wieczorze radiowym, gdzie oprócz już znanego Čarovnika iz peklarecytowano także trzy nowe wiersze, które nie zostały nigdy wydane. Dwa lata później wystąpił przed uczniami gimnazjum w Kranju z esejem O ekspresionizmu i z programem literackim. Jeśli chodzi o ponowne wydanie swojego tomiku poezji, zmienił zdanie prawdopodobnie za namową Josipa Vidmara, który na początku co prawda opowiadał się za przyjęciem sztuki awangardowej, ale później oddalił się od niej, nie akceptując jej postulatów. Podbevšek później pracował nie angażując się publicznie, w 1944 r. opracował i wydał zbiór słoweńskiej liryki oraz napisał eseje o słoweńskich malarzach impresjonistycznych. Dodruk jego tomiku poezji ostatecznie został wydany w 1991 r. wraz ze wstępnym studium Denisa Poniža.

## Dzieła
(pogrubione wiersze zostały wydane z niewielkimi poprawkami w tomiku Človek z bombami w 1925 r.)
- Nočna tragedija na Kaptolski ulici, Plamen, 1919
- Traverze (Iz cikla: Na razpotju), Dom in svet, 1919
- Ali vem? in Strmenje (obydwa z nagłówkiem Iz cikla: Na prerijah), Dom in svet, 1919
- Cykl O prerijskem bivolu. (Kakor suličast tempelj so njegovi rogovi.), Dom in svet, 1919:
- Bol
- Molk
- V mesečini
- Noč
- Tantalinada
- Publikacje w Dom in svet z 1919 r., wszystkie z nagłówkiem Iz moje nenatisnjene knjige Granatna njiva. Iz cikla: Noč (Gavran):
- Ob dnevu vpoklica na kolodvoru
- Veneči rožmarini
- V samoti
- Hipoteza bolnega kraljeviča
- Titanova serenada (z nagłówkiem Iz cikla: Megle (Konji belci)), Dom in svet, 1919
- Rdeča lilija in Žolta lilija (obydwa Iz cikla: Lilije (Matador)), Dom in svet, 1919
- Ah Bog, da nisem godec in ženska (Blaznega pastirčka večerna molitev. Iz cikla: Na prerijah), Dom in svet, 1919
- Himna o carju mavričnih kač, Dom in svet, 1920
- Črna lilija (w tomiku Človek z bombami później zatytułowana Izumitelj na zemlji), Dom in svet, 1920
- Električna žoga, Dom in svet, 1920
- Čarovnik iz pekla, Dom in svet, 1921
- Publikacje w Kresu z 1921/22 r, wszystkie z nagłówkiem O pilotu v zrakoplovu št..... Igračke iz mojih detinskih let:
- Tihožitje
- V jutru
- V oživljeni temi
- Raketa o polnoči
- Romanca o kurtizani
- Na vožnji
- Šel sem mimo neke vile
- Večer v velikem mestu
- Rdeča kletka
- S puško v rokah hitim v daljo
- Na širokem morju je mornarjeva dumka v jutru, ko je padla slana na zelene travnike. (Ki se mu je zdela kako cis na violini)
- S sprehoda
- Plesalec v ječi, Trije labodi, 1922
- V pravljičnem gorovju - obsvetljeval ga je rdeči polumesec, ki se mi je zdel kakor zakrivljeno bodalo, oškropljeno s krvjo – sem pel kakor brezumen o samem sebi, Atwoodovem padalu., Človek z bombami, 1925
- Jesenska impresija in Oh moja misel, kakor čoln brez vesel si, Nova revija, 1984 (ze spuścizny Božidarja Jakca opublikował Janez Vrečko)

### Niewydany materiał
- Žolta pisma, Rdeča cesta, V vlaku → w spuściźnie Janka Šlebingerja
- Vojna in mir, Mrtve duše, Chef d'oeuvre
- proza Drobiž i Magdalena → w spuściźnie Mirana Jarca
- Ob obisku mavrice in Blagrujem se, da živim s teboj → tradycyjne wiersze dedykowane żonie Štefaniji Ravnikar-Podbevšek
- Wiersze powojenne ze spuścizny poety: Zaton, Slap, Ujetnik vesoljstva, Vsako leto Sava spreminja svoj tok, Na grobiščih ob obeh bregovih Soče, Čas, Kugy, Gregorčič, Prikazni, Samotni hrast, Vesolju, Priznanje, Koprnenje, Pot i Kamnolom (ostatnie trzy były recytowane na radiowym wieczorze literackim 10 kwietnia 1958 r.)

### Pozostałe
- Človek z bombami, nakład własny, Lublana 1925
- artykuły Prvi festival slovanskih narodnih plesov v Jugoslaviji (1934) i Narodni domovi s Sloveniji: Narodni dom v Ljubljani (1935) w publikacji Kronika slovenskih mest
- Ivan Grohar, tragedija slovenskega umetnika, wydanie Ivan Grohar, Lublana 1937
- Jakopič : z 32 večbarvnimi in s 77 enobarvnimi reprodukcijami izbranih mojstrovih del, Sejalec, Lublana 1941
- Slovenska lirika : najlepše pesmi od Prešerna do najnovejšega časa, (zbiralec in avtor dodatnega besedila), Sejalec, Lublana 1944
- Rihard Jakopič, Cankarjeva založba, Lublana 1983
- Človek z bombami. Sedem desetletij človeka z bombami, dodruk oryginalnego tomiku z wstępnym studium Denisa Poniža, Dolenjska založba, Novo mesto, 1991